# Les Sables-d’Olonne
Les Sables-d’Olonne (wymowaⓘ) – miasto i gmina we Francji, w regionie Kraj Loary, departamencie Wandea, okręgu Les Sables-d’Olonne oraz kantonie Les Sables-d’Olonne. Najbardziej znane z regat żeglarskich dookoła ziemi, bez zawijania do portu i bez pomocy z zewnątrz – Vendée Globe.
Do 31 grudnia 2018 gmina-miasto Les Sables-d’Olonne zajmowała powierzchnię 8,70 km², licząc 14 545 mieszkańców (dane z 2017 r.). 1 stycznia 2019 połączono trzy sąsiednie gminy: Château-d’Olonne, Olonne-sur-Mer oraz Les Sables-d’Olonne. Siedzibą nowej gminy zostało miasto Les Sables-d’Olonne, a nowa gmina przyjęła jego nazwę. W 2018 r. łączna liczba ich mieszkańców wynosiła 44 355.
Miejscowość turystyczna i wypoczynkowa, położona bezpośrednio nad Oceanem Atlantyckim, główne centrum tzw. Świetlistego Wybrzeża (fr. Côte de Lumière). Ważny port morski (oceaniczny) oraz jachtowy, znaczący ośrodek rybołówstwa (port rybacki). Start i meta najtrudniejszych regat żeglarskich na świecie Vendée Globe (w Port Olona).

## Części miasta
- La Chaume – dzielnica historyczna i rybacka, zlokalizowana na półwyspie, oddzielonym od reszty miasta kanałem portowym, znajduje się tutaj marina żeglarska Port Olona, część Portu Sables-d’Olonne, a także osiedle hotelowe
- La Rudelière – dzielnica z centrum rekreacyjno-sportowym, zlokalizowana między wybrzeżem Atlantyku, jeziorem de Tanche i Château-d’Olonne
- La Roulière – dzielnica, zlokalizowana między La Chaume i Olonne-sur-Mer

## Historia
- 1218 – założenie przez Savarego I de Mauléon osady Havre d’Olonne (pol. Zatoka Olońska), jako zaczątku przyszłych włości na terenach wzdłuż wybrzeża od La Chaume (ściernisko) do le Marais d’Olonne (bagna olońskie)
- 1472 – wydzielenie miasta Les Sables-d’Olonne z włości olońskich przez Ludwika XI
- XVII wiek – port w Les Sables d’Olonne jest największym centrum połowu dorsza atlantyckiego we Francji, liczącym 14 000 mieszkańców
- 1753 – miejscowość La Chaume zostaje administracyjnie włączona w skład Les Sables d’Olonne
- podczas rewolucji francuskiej miasto weszło w skład Republiki, będąc kilkakrotnie oblężone w czasie wojen wandejskich
- 24 lutego 1809 – bitwa morska (batalia pod Les Sables-d’Olonne) pomiędzy wojskami francuskimi i angielskimi
- 1825 – pojawienie się pierwszych turystów i infrastruktury, miasto staje się kurortem
- 29 grudnia 1866 – oddanie do użytku linii kolejowej, łączącej Les Sables-d’Olonne z La Roche-sur-Yon, Bressuire, Saumur i Tours (do 1971 obsługiwała ona pociąg ekspresowy do Paryża)
- noc z 27 sierpnia na 28 sierpnia 1944 – ewakuacja okupacyjnych wojsk niemieckich z miasta
- 1 stycznia 1994 – utworzenie wraz z Château-d’Olonne i Olonne-sur-Mer Związku Gmin Olońskich (fr. Communauté de communes des Olonnes – CCO)
- 17 sierpnia 2018 – podjęcie przez władze Prefektury Wandei decyzji o połączeniu trzech gmin: Château-d’Olonne, Olonne-sur-Mer i Les Sables-d’Olonne w jedną gminę miejską Les Sables-d’Olonne
- 1 stycznia 2019 – faktyczne utworzenie nowej, wspólnej gminy Les Sables-d’Olonne

## Demografia
Liczba mieszkańców dawnej gminy Les Sables-d’Olonne w poszczególnych latach:
- 1936 – 14 536
- 1954 – 17 761
- 1962 – 17 785
- 1968 – 18 093
- 1975 – 17 463
- 1982 – 16 100
- 1990 – 15 830
- 1999 – 15 532
- 2006 – 15 596
- 2011 – 14 165
- 2017 – 14 545

## Klimat
| Miesiąc                                                                                        | Sty  | Lut  | Mar  | Kwi  | Maj  | Cze  | Lip  | Sie  | Wrz  | Paź  | Lis  | Gru  | Roczna |
| ---------------------------------------------------------------------------------------------- | ---- | ---- | ---- | ---- | ---- | ---- | ---- | ---- | ---- | ---- | ---- | ---- | ------ |
| Średnie temperatury w dzień [°C]                                                               | 9,6  | 10,2 | 12,7 | 16,0 | 18,7 | 22,2 | 23,8 | 23,4 | 22,0 | 18,1 | 13,7 | 10,6 | 16,8   |
| Średnie dobowe temperatury [°C]                                                                | 7,0  | 7,1  | 9,2  | 12,0 | 14,8 | 18,2 | 19,8 | 19,3 | 17,6 | 14,6 | 10,7 | 7,8  | 13,2   |
| Średnie temperatury w nocy [°C]                                                                | 4,4  | 4,1  | 5,7  | 8,0  | 10,9 | 14,1 | 15,8 | 15,3 | 13,3 | 11,1 | 7,8  | 4,9  | 9,6    |
| Opady [mm]                                                                                     | 86,5 | 62,1 | 62,0 | 52,0 | 48,8 | 38,4 | 33,8 | 46,4 | 50,8 | 80,7 | 101  | 84,5 | 747    |
| Średnia liczba dni deszczowych                                                                 | 13,9 | 11,1 | 10,7 | 8,5  | 7,9  | 7,1  | 6,0  | 7,8  | 6,3  | 11,1 | 13,1 | 12,8 | 116    |
| Średnie usłonecznienie [h]                                                                     | 92   | 132  | 178  | 234  | 260  | 276  | 291  | 268  | 227  | 154  | 111  | 99   | 2324   |
| Źródło: Météo-France (liczba dni z opadami dla wartości 1 mm, 1991–2020, wysokość 27 m n.p.m.) |      |      |      |      |      |      |      |      |      |      |      |      |        |

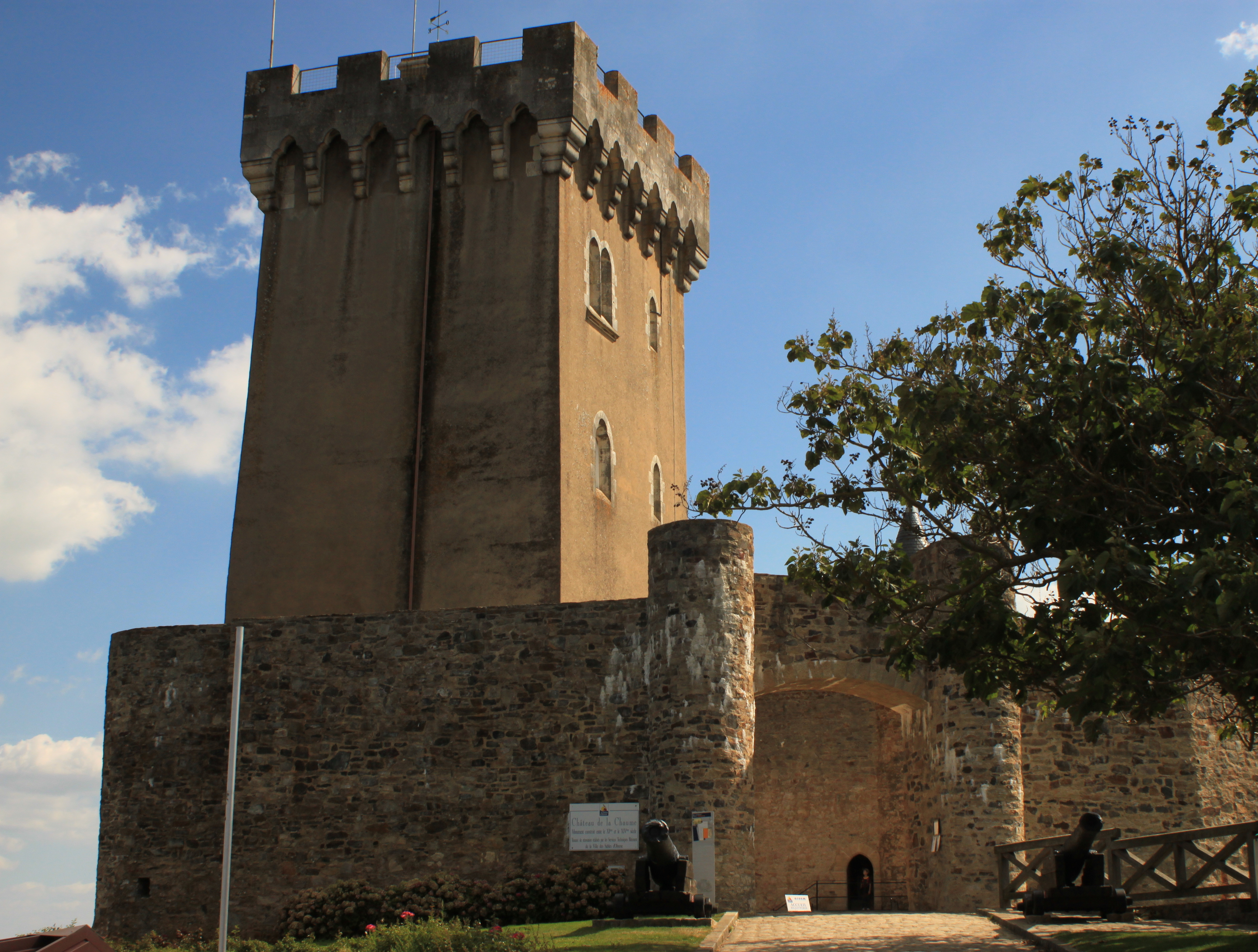
Phare de la Chaume

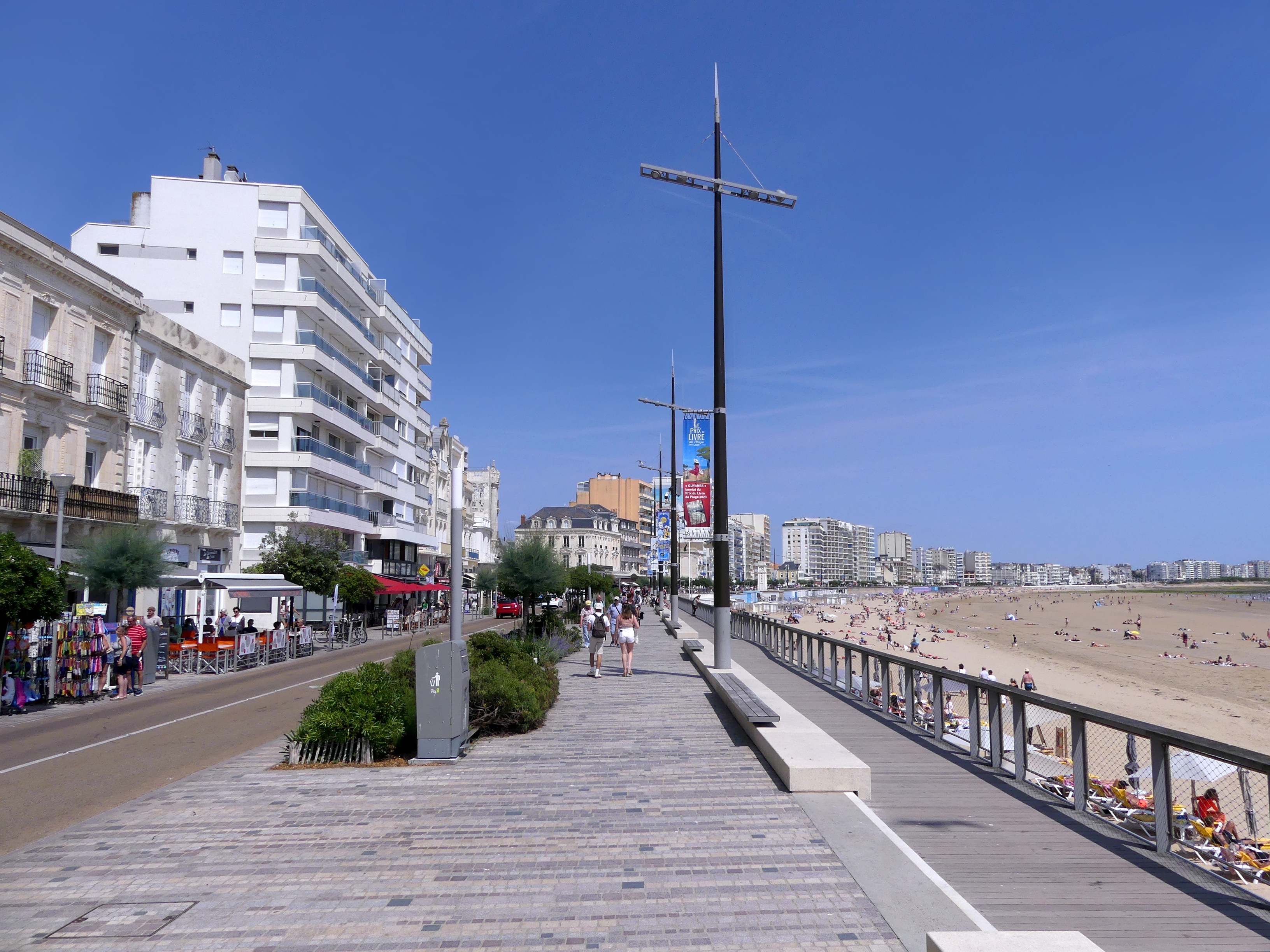
Promenada oraz plaża

## Turystyka i rozrywka
- plaże nad Atlantykiem: Wielka Plaża (miejska), Plaża Prezydencka, Plaża de Tanchet, Plaża Côte Sauvage, plaża naturystów w Sauveterre
- nadoceaniczna promenada z bulwarem i ścieżkami rowerowymi (Le Remblai)
- wybrzeże klifowe
- Lac de Tanche – sztuczne słonowodne jezioro, utworzone na skutek oddzielenia groblą (Le Remblai) dawnej zatoki od oceanu. Obecnie centrum sportowo-rekreacyjne (głównie sportów wodnych)
- pływalnia z wodą morską przy Le Remblai z jacuzzi i hammamem
- kino multipleksowe Le Grand Palace z łączną widownią na 800 osób
- ogród zoologiczny w dzielnicy La Rudelière (ponad 200 zwierząt)
- centrum tenisowe w dzielnicy La Rudelière (park sportowy)
- kasyna: Les Pins (w dzielnicy La Rudelière, urządzone w stylu luizjańskim, z wieczorami muzycznymi i minigolfem) oraz Les Atlantes (w Pałacu Kongresowym przy Le Remblai)

## Zabytki

### W centrum
- kościół Najświętszej Marii Panny (L'église Notre-Dame de Bon-Port)
- kaplica Najświętszej Marii Panny (La chapelle Notre-Dame de Bonne-Espérance)
- muzeum opactwa Świętego Krzyża (Musée Sainte-Croix des Sables-d’Olonne)
- układ urbanistyczny centrum i części nadbrzeżnej wraz z zabudową staromiejską
- cmentarz z XIX wieku

### W dzielnicy La Chaume
- kościół farny wraz z wieżą d'Arundel
- zamek Świętej Klary (Le Château Saint-Clair)
- przeorstwo (dom zakonny) Świętego Mikołaja (Le prieuré Saint-Nicolas)
- muzeum Muszli (Musée du Coquillage)
- La Paracou – miejsce poznawania fauny i flory równi pływowej Atlantyku

## Port
W skład Portów Sables-d’Olonne (Port des Sables-d’Olonne) wchodzą trzy porty różnych typów:
- port handlowy wraz z terminalem cargo oraz port pasażerski (linia na wyspę L’Île-d’Yeu)
- port jachtowy (żeglarski) – utworzona w 1979 marina Port Olona
- port rybacki

## Miasta partnerskie
- Schwabach – od 15 czerwca 1975
- Gourcy – od 1987 r.
- Worthing – od 1998 r.
- A Laracha